# Dudenstraße
Die Dudenstraße befindet sich in den Berliner Ortsteilen Schöneberg, Kreuzberg und Tempelhof.

## Namensgebung und Historie
Im 19. Jahrhundert hieß die Straße Kolonnenweg, ab 1901 bis 1936 hieß sie Dreibundstraße und zwischen 1936 und 1949 Immelmannstraße bis sie 1949 in ‚Dudenstraße‘ umbenannt wurde. Der Name der Straße ehrt den Philologen Konrad Duden, der die Grundbausteine für den Duden als Rechtschreibwörterbuch der deutschen Sprache gelegt hat.

## Lage
Im Osten beginnt die Straße hinter der Kolonnenbrücke und endet im Westen am Platz der Luftbrücke, wo sie den Mehringdamm und den Tempelhofer Damm kreuzt. Dazwischen kreuzt sie die Höhndorfstraße, Katzbachstraße, Eylauer Straße, Methfesselstraße, Boelckestraße, Mussehlstraße und Burgherrenstraße.

## Baudenkmale

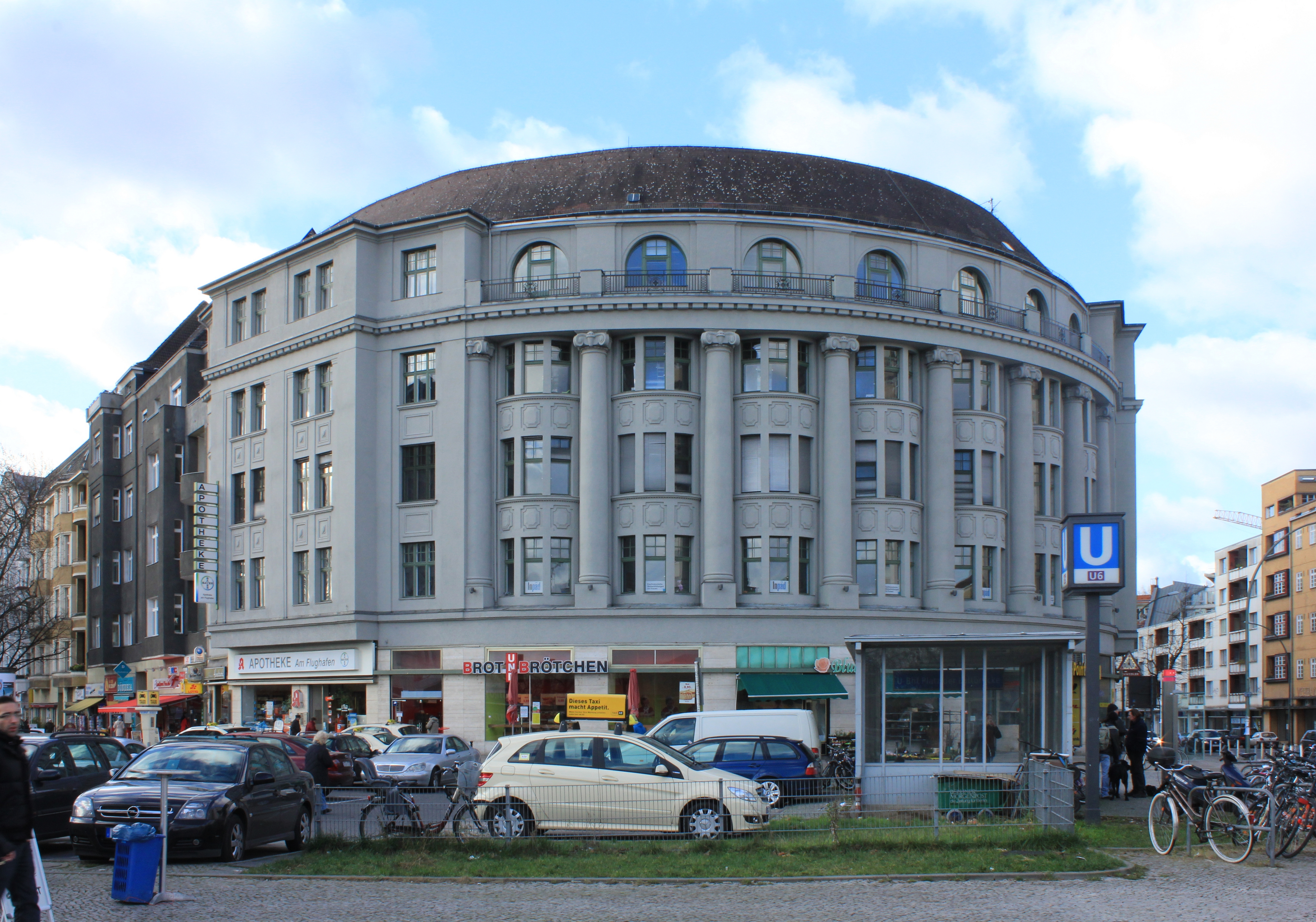
Eck-Rundbau an der Dudenstraße 9

An der Dudenstraße 9 und am Kaiserkorso 155 stehen zwei Eck-Rundbauten aus den Baujahren 1912/1913, die als Torhäuser den Zugang zum Tempelhofer Feld markieren. Bauherr war die Tempelhofer Feld-Aktien-Gesellschaft für Grundstücksverwertung, für die die Architekten Hermann Speck und Bruno Möhring die Bau- und Gestaltungspläne lieferten. Speck hatte auch die Bauleitung inne. Über drei Geschosse erstrecken sich monumentale Fassaden, darüber wurde ein zurückgesetztes Attikageschoss aufgebaut. Beide Bauten verfügten zunächst über einen gewölbten zylindrischen Dachaufbau, von denen einer vermutlich im Zweiten Weltkrieg zerstört wurde. Die Fassaden sind mit Säulen über drei Etagen und Fenstererkern gegliedert, oberhalb bilden Dreiecksgiebel zu den Straßenseiten hin den baulichen Abschluss. Im Erdgeschossbereich sind Verkaufseinheiten eingerichtet, die übrigen Etagen sind Wohnungen. Beide Torhäuser sind nicht genau im gleichen Stil entworfen worden.

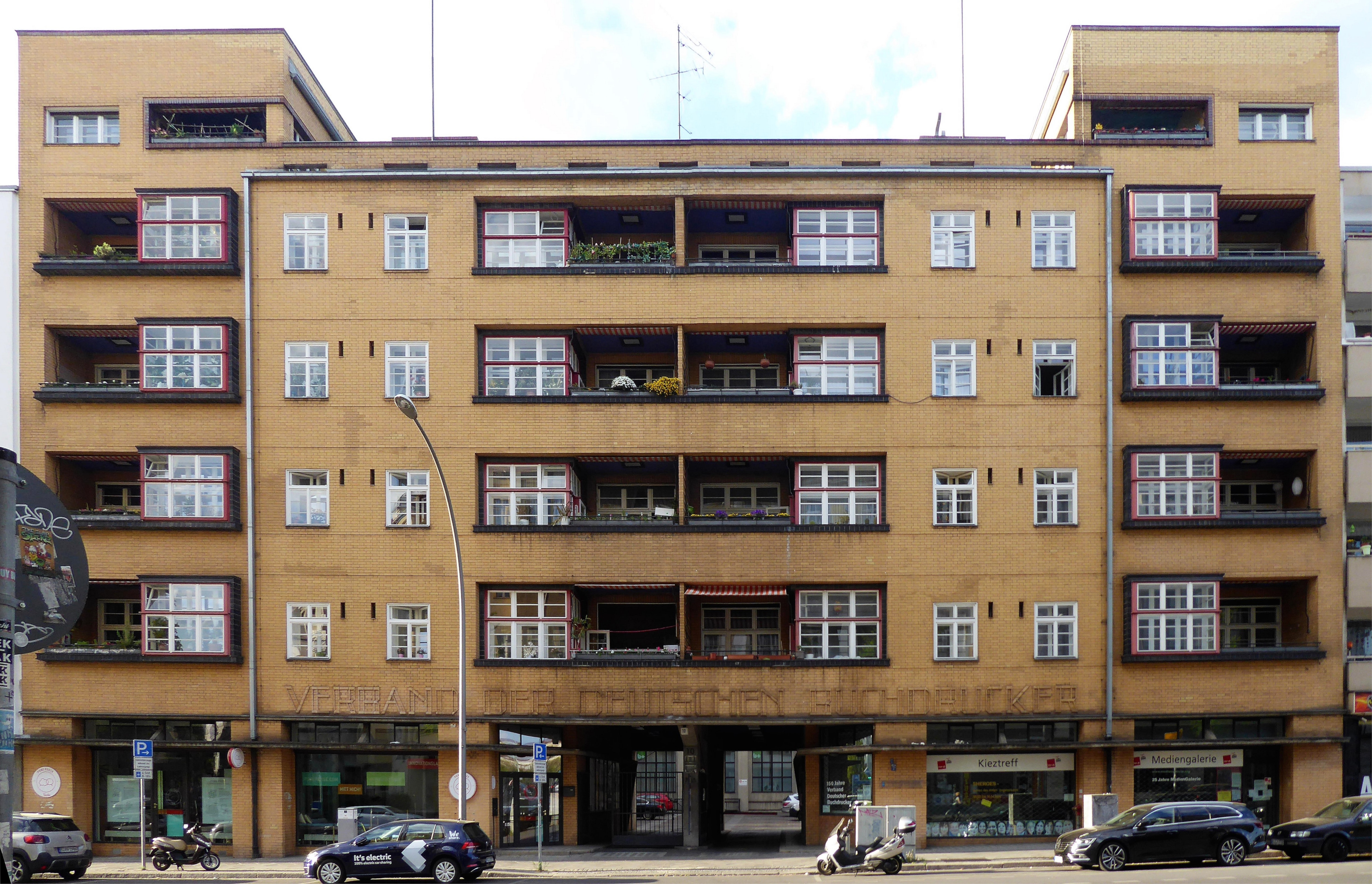
Ehemaliges Verbandshaus der Deutschen Buchdrucker

Unter der Adresse Dudenstraße 10 konnten Max Taut, Franz Hoffmann und Karl Bernhard das Haus des Verbandes der Deutschen Buchdrucker planen und in den Jahren 1924–1926 bauen. Nach dem Krieg veranlassten Taut und Hoffmann eine Instandsetzung und in den 1980er, den 1990er und 2000er Jahren erfolgten denkmalgerechte Sanierungen.
Nicht zuletzt befindet sich in der Dudenstraße 26, 28, 30, 34, 36, 38 ein Bauensemble, das 1913/1914 auf einem ehemaligen Brauereigelände nach Plänen und unter Leitung von Berthold Bleier und Adolph Mattheus errichtet wurde. Es steht inzwischen ebenfalls unter Denkmalschutz.

## Verkehr
Durch die Dudenstraße führt die Buslinie M43, hier befinden sich die Haltestellen Kolonnenbrücke, Dudenstraße/Katzbachstraße und Platz der Luftbrücke. Eine Anbindung erfolgt durch die U-Bahn-Linie U6 und die Buslinie 248 mit dem U-Bahnhof Platz der Luftbrücke.